# Wesley John
Wesley Julian John (ur. 4 października 1976 w Kingstown) – piłkarz z Saint Vincent i Grenadyn występujący na pozycji obrońcy.
W barwach drużyn Leça FC oraz FC Felgueiras rozegrał łącznie 76 spotkań i zdobył jedną bramkę w drugiej lidze portugalskiej.
W latach 1995–2007 występował w reprezentacji Saint Vincent i Grenadyn. W 1996 został powołany do kadry na Złoty Puchar CONCACAF i zagrał na nim w meczu z Gwatemalą (0:3), zaś Saint Vincent i Grenadyny zakończyły turniej na fazie grupowej.